# 1849 en philosophie
Chronologie de la philosophie
- 1845
- 1846
- 1847
- 1848
- 1849
- 1850
- 1851
- 1852
- 1853

L’année 1849 a été marquée, en philosophie, par les événements suivants :

## Événements
- 30 avril : réforme des universités en Russie, avec limitation des effectifs (300 étudiants par université) et suspension de certains enseignements (philosophie, droit constitutionnel)[1].

## Publications
- Idées révolutionnaires et Confessions d’un révolutionnaire, pour servir à l’histoire de la révolution de Février, ouvrages de Pierre-Joseph Proudhon.
- La Désobéissance civile (titre original : Civil Disobedience), essai de Henry David Thoreau.

## Naissances
- 20 mars : Alphonse Darlu, professeur de philosophie français, représentant de la tradition française du magistère philosophique, mort en 1921.
- 21 novembre : Paul Rée, philosophe et médecin allemand, mort en 1901.
- 22 novembre : Fritz Mauthner, écrivain et philosophe de langue allemande, mort en 1923.

## Décès
- 3 septembre : Ernst von Feuchtersleben, philosophe et psychiatre autrichien, né en 1806.